# Gunnar Krantz (serieskapare)
Gunnar Fredrik Krantz, född 5 oktober 1962 i Hägersten är en svensk bildkonstnär, serietecknare, professor i visuell kommunikation, serieskribent och redaktör. Han publicerade sina första seriealbum i mitten av 1980-talet och fick 1987 priset Urhunden för sitt album Alger och Svenska Serieakademins statyett Adamson 2022.

## Biografi

### Karriär som serieskapare
Gunnar Krantz gjorde sig i början av 1980-talet känd via seriefanzin som Böld och Fibbla. Den professionella debuten skedde i förlaget Epix' publikationer, till exempel tidningen Pox som publicerade den franskinspirerade följetongen Alger. Den egna albumdebuten kom då Alger 1986 samlades på Medusa förlag. Året därpå kom uppföljaren Falska liv. Alger vann 1987 Seriefrämjandets första Urhunden-plakett som 1986 års bästa svenska seriealbum.
Under slutet av 1980-talet började Krantz göra alltmer självbiografiska (och semi-självbiografiska) serier. På Medusa kom åren 1993–1994 albumen Superangst och 1981. Nollad från 1995 gavs ut på Optimal Press, det förlag Krantz huserat i sedan dess.
I senare verk som Nazibeatles (kanske mer illustrerad bok än serie), Cykelhippie, Vänster vänster och Punk Provocateur har Krantz utifrån olika ämnesval skildrat sin egen barn- och ungdom. Tillsammans bildar de en helhet som ger en alltmer komplett bild av hans uppväxt.
Vin och vatten, är en 200-sidors akvarellnovell som 2008 släpptes på Bokmässan i Göteborg. Den handlar om Johan och Janna som försöker lappa ihop sitt äktenskap genom att renovera ett hus i Portugal. Huset, som är en ruin, ligger uppe i bergen. Det regnar och är kallt. Det enda som värmer är vinet och det hårda arbetet. Detta är en berättelse där färgen spelar en av huvudrollerna.
Under 2011–2012 har Gunnar sammanfattat sina första 20 år som serieskapare och konstnär i två volymer – Största möjliga allvar (2011) och Från Superangst till Seriestaden (2012). Böckerna innehåller ett urval serier (bland annat hela de fyra första albumen), fotografier, teckningar och både gamla och nyskrivna texter. Volymerna finns samlade i den så kallade Gunnar Krantz-boxen.

### Förlagsverksamhet
Krantz blev tidigt aktiv som serieskribent och kritiker i Seriefrämjandets tidskrift Bild & Bubbla, och han var redaktör för tidningen 1983–1984. Åren 1984–1986 satt han som förlagsredaktör på RSR Epix.

### Konst
Förutom serieberättandets konst har Krantz även ägnat sig åt bildkonst av andra slag, inklusive foto-, video- och konceptkonst. Han har bland annat ställt ut på Louisiana Museum of Contemporary Art i danska Humlebæk, Moderna Museet i Stockholm, Statens Museum for Kunst i Köpenhamn, Ystad Konstmuseum, Växjö konsthall och Dunkers Kulturhus i Helsingborg. I sina senare arbeten har han sammanfört den samtida konsten med de tecknade serierna, till exempel i sviten The Rake efter William Hogarths The Rakes Progress. Verket visades 2009–2010 på utställningen Dekadens på Dunkers Kulturhus i Helsingborg.

### Lärare
Gunnar Krantz var åren 2000–2010 lärare och kursansvarig på Serieskolan i Malmö. 2001–2010 var han även universitetslektor i Visuell kommunikation på Högskolan för Design och Konsthantverk – HDK – vid Göteborgs Universitet. 
Sedan 2010 arbetar han på institutionen för Konst, Kultur och Kommunikation (K3), Malmö universitet,   där han år 2020 befordrades  till professor i visuell kommunikation. Vid samtliga skolor har han tagit fram och utvecklat kurser i serieteckning, bland annat "Serieteckning och visuellt berättande" på Malmö universitet och masterkursen "Serieteckning och avancerat bildberättande" på HDK. Han har även initierat kurserna i Serieteckning på Malmö Kulturskola och Seriecenter, och han myntade 1998 begreppet "Seriestaden" om Malmö.

## Stil
Krantz arbetade åtminstone under 1980- och det tidigare 1990-talet i en stil med mycket svärta som kunde påminna om 80-talets italienare, spanjorer och fransmän – inte minst Jacques Tardi. Det var namn som han själv var med och gav ut i förlaget Epix' tidningar.
| ”                                                 | Han är en pionjär inom svensk seriekonst på samma sätt som Joakim Pirinen, fast med en helt annan stil. Mycket svärta, rena linjer. | „ |
| – Christer B Johansson, Tidningen Kulturen, 2012, | |   |

## Utgivna seriealbum
- 1986 – Alger, Medusa
- 1987 – Falska liv, Medusa
- 1993 – Superangst, Medusa/Epix
- 1994 – 1981, Medusa/Epix
- 1995 – Nollad, Optimal
- 1998 – Nazibeatles, Optimal
- 2003 – Cykelhippie, Optimal
- 2004 – Vänster vänster, Optimal
- 2005 – Punk provocateur, Optimal
- 2005 – Seriemagi, Optimal
- 2008 – Vin och vatten, Optimal
- 2011 – Största möjliga allvar, Optimal
- 2012 – Från Superangst till Seriestaden, Optimal[12]
- 2022 – Kooperatören, Seriefrämjandet

## Medverkan i antologier
- 1983 – Elektriska serier, Medusa
- 1984 – Pladask!, Bakhåll
- 1989 – Sesams samlade serier, Sesam
- 1994 – RefleXerier utställningskatalog, Optimal
- 1998 – Allt för konsten, Optimal
- 2000 – Allt för konsten 2, Optimal
- 2002 – Allt för konsten 3, Optimal
- 2004 – Allt för konsten 5, Optimal

## Egna fanzin i urval
- 1981–1982 – Böld och Fibbla (4 nr)
- 1991, 1994 – Gunnars Fanzine (2 nr)
- 1983 – Ett vidrigt elände